# أولغا دوفغون
أولغا دوفغون ((بالإنجليزية: Olga Dovgun)) (من مواليد 1 سبتمبر 1970) هي رامية من كازاخستان.
شاركت في دورة الألعاب الآسيوية 2006 في الدوحة، قطر.

## روابط خارجية
- أولغا دوفغون على موقع أوليمبيديا (الإنجليزية)